# Puchar Ameryki Północnej w snowboardzie 2024/2025
Puchar Ameryki Północnej w snowboardzie w sezonie 2024/2025 to kolejna edycja tej imprezy. Cykl rozpoczął się 3 stycznia 2025 r. w kanadyjskim Val Saint-Côme zawodami w slalomie gigancie równoległym, a zakończył 12 kwietnia 2025 r. w kanadyjskim Mont-Sainte-Anne zawodami snowboardcrossu.

## Konkurencje
- PSL = slalom równoległy
- PGS = gigant równoległy
- SBX = snowboardcross
- SS = slopestyle
- BA = big air
- HP = halfpipe

Na liście klasyfikacji widnieje również oznaczenie PAR, które nie odzwierciedla żadnej konkurencji. Jest to zsumowana klasyfikacja PSL i PGS.

## Kalendarz zawodów

### Snowboard alpejski(PSL/PGS)

#### Mężczyźni
| Lp. | Data             | Miejscowość                     | Konkurencja | 1. miejsce       | 2. miejsce       | 3. miejsce       |
| --- | ---------------- | ------------------------------- | ----------- | ---------------- | ---------------- | ---------------- |
| 1.  | 3 stycznia 2025  | Val Saint-Côme                  | PGS         | Walker Overstake | Jules Lefebvre   | Arnaud Gaudet    |
| 2.  | 4 stycznia 2025  | Val Saint-Côme                  | PGS         | Ben Heldman      | Arnaud Gaudet    | Jamie Behan      |
| 3.  | 9 stycznia 2025  | Howelsen Hill-Steamboat Springs | PGS         | Luis Freeman     | Walker Overstake | Samuel Carpenter |
| 4.  | 10 stycznia 2025 | Howelsen Hill-Steamboat Springs | PGS         | Luis Freeman     | Samuel Carpenter | Walker Overstake |
| 5.  | 16 stycznia 2025 | Afton Alps Ski Area             | PSL         | Ryan Rosencranz  | Luis Freeman     | Dylan Udolf      |
| 6.  | 17 stycznia 2025 | Afton Alps Ski Area             | PSL         | Luis Freeman     | Dylan Udolf      | Ryan Rosencranz  |
| 7.  | 5 lutego 2025    | Toronto Ski Club                | PGS         | Arnaud Gaudet    | Walker Overstake | Jamie Behan      |
| 8.  | 6 lutego 2025    | Toronto Ski Club                | PSL         | Walker Overstake | Arnaud Gaudet    | Luis Freeman     |
| 9.  | 19 lutego 2025   | Val Saint-Côme                  | PGS         | Kryštof Minárik  | Michael Nazwaski | Walker Overstake |
| 10. | 20 lutego 2025   | Val Saint-Côme                  | PGS         | Jules Lefebvre   | Walker Overstake | Masaki Shiba     |
| 11. | 24 lutego 2025   | Holiday Valley Resort           | PGS         | Dylan Udolf      | Michael Nazwaski | Ryan Rosencranz  |
| 12. | 25 lutego 2025   | Holiday Valley Resort           | PGS         | Ryan Rosencranz  | Michael Nazwaski | Dylan Udolf      |

#### Kobiety
| Lp. | Data             | Miejscowość                     | Konkurencja | 1. miejsce       | 2. miejsce     | 3. miejsce        |
| --- | ---------------- | ------------------------------- | ----------- | ---------------- | -------------- | ----------------- |
| 1.  | 3 stycznia 2025  | Val Saint-Côme                  | PGS         | Kaylie Buck      | Kaiya Kizuka   | Aurélie Moisan    |
| 2.  | 4 stycznia 2025  | Val Saint-Côme                  | PGS         | Kaylie Buck      | Aurélie Moisan | Kaiya Kizuka      |
| 3.  | 9 stycznia 2025  | Howelsen Hill-Steamboat Springs | PGS         | Asa Toyoda       | Alexa Bullis   | Kelsi Stephenson  |
| 4.  | 10 stycznia 2025 | Howelsen Hill-Steamboat Springs | PGS         | Asa Toyoda       | Alexa Bullis   | Kennady Wiedmeyer |
| 5.  | 16 stycznia 2025 | Afton Alps Ski Area             | PSL         | Alexa Bullis     | Rowan Sweeney  | Kennady Wiedmeyer |
| 6.  | 17 stycznia 2025 | Afton Alps Ski Area             | PSL         | Alexa Bullis     | Olivia Strupp  | Lynn Ott          |
| 7.  | 5 lutego 2025    | Toronto Ski Club                | PGS         | Kaylie Buck      | Aurélie Moisan | Kaiya Kizuka      |
| 8.  | 6 lutego 2025    | Toronto Ski Club                | PSL         | Aurélie Moisan   | Kaylie Buck    | Kaiya Kizuka      |
| 9.  | 19 lutego 2025   | Val Saint-Côme                  | PGS         | Noa Kanazawa     | Kaiya Kizuka   | Asa Toyoda        |
| 10. | 20 lutego 2025   | Val Saint-Côme                  | PGS         | Asa Toyoda       | Noa Kanazawa   | Millie Bongiorno  |
| 11. | 24 lutego 2025   | Holiday Valley Resort           | PGS         | Millie Bongiorno | Kaiya Kizuka   | Alexa Bullis      |
| 12. | 25 lutego 2025   | Holiday Valley Resort           | PGS         | Millie Bongiorno | Kaiya Kizuka   | Alexa Bullis      |

#### Klasyfikacje
| Lp. | Zawodnik         | Punkty |
| --- | ---------------- | ------ |
| 1.  | Walker Overstake | 500    |
| 2.  | Luis Freeman     | 490    |
| 3.  | Ryan Rosencranz  | 420    |
| 4.  | Michael Nazwaski | 390    |
| 5.  | Dylan Udolf      | 381    |
| 6.  | Jules Lefebvre   | 343    |
| 7.  | Arnaud Gaudet    | 320    |
| 8.  | Jamie Behan      | 286    |
| 9.  | Samuel Carpenter | 263    |
| 10. | Luke Hune        | 231    |

| Lp. | Zawodniczka       | Punkty |
| --- | ----------------- | ------ |
| 1.  | Alexa Bullis      | 480    |
| 2.  | Asa Toyoda        | 460    |
| 3.  | Kaiya Kizuka      | 440    |
| 4.  | Kaylie Buck       | 380    |
| 5.  | Aurélie Moisan    | 320    |
| 6.  | Millie Bongiorno  | 305    |
| 7.  | Kennady Wiedmeyer | 296    |
| 8.  | Lynn Ott          | 270    |
| 9.  | Mika Kizuka       | 257    |
| 10. | Rowan Sweeney     | 247    |

### Snowboardcross(SBX)

#### Mężczyźni
| Lp. | Data             | Miejscowość                       | Konkurencja | 1. miejsce            | 2. miejsce            | 3. miejsce            |
| --- | ---------------- | --------------------------------- | ----------- | --------------------- | --------------------- | --------------------- |
| 1.  | 4 stycznia 2025  | Sun Peaks                         | SBX         | Griffin Mason         | Boden Gerry           | Jasper Matthe         |
| 2.  | 5 stycznia 2025  | Sun Peaks                         | SBX         | Boden Gerry           | Griffin Mason         | Blake Broussard       |
| 3.  | 3 lutego 2025    | Steamboat Ski Resort/Mount Werner | SBX         | James Savard-Ferguson | Mason Hamel           | Tyler Fenstermaker    |
| 4.  | 4 lutego 2025    | Steamboat Ski Resort/Mount Werner | SBX         | Cam Poklop            | Griffin Mason         | James Savard-Ferguson |
|     | 10 lutego 2025   | Sunday River Resort               | SBX         | Odwołano              | Odwołano              | Odwołano              |
|     | 11 lutego 2025   | Sunday River Resort               | SBX         | Odwołano              | Odwołano              | Odwołano              |
| 5.  | 28 lutego 2025   | Gore Mountain Ski Area            | SBX         | Connor Schlegel       | Mason Hamel           | Griffin Mason         |
| 6.  | 1 marca 2025     | Gore Mountain Ski Area            | SBX         | Connor Schlegel       | Griffin Mason         | Mason Hamel           |
| 7.  | 6 marca 2025     | Horseshoe Resort                  | SBX         | James Savard-Ferguson | Mason Hamel           | Boden Gerry           |
| 8.  | 7 marca 2025     | Horseshoe Resort                  | SBX         | Boden Gerry           | Mason Hamel           | James Savard-Ferguson |
| 9.  | 11 kwietnia 2025 | Mont-Sainte-Anne                  | SBX         | Evan Bichon           | James Savard-Ferguson | Senna Leith           |
| 10. | 12 kwietnia 2025 | Mont-Sainte-Anne                  | SBX         | Evan Bichon           | Senna Leith           | James Savard-Ferguson |

#### Kobiety
| Lp. | Data             | Miejscowość                       | Konkurencja | 1. miejsce           | 2. miejsce           | 3. miejsce           |
| --- | ---------------- | --------------------------------- | ----------- | -------------------- | -------------------- | -------------------- |
| 1.  | 4 stycznia 2025  | Sun Peaks                         | SBX         | Madeline Lochte Bono | Brianna Schnorrbusch | Hanna Percy          |
| 2.  | 5 stycznia 2025  | Sun Peaks                         | SBX         | Brianna Schnorrbusch | Madeline Lochte Bono | Virginia Boyd        |
| 3.  | 3 lutego 2025    | Steamboat Ski Resort/Mount Werner | SBX         | Hannah Turkington    | Virginia Boyd        | Kennedy Justinen     |
| 4.  | 4 lutego 2025    | Steamboat Ski Resort/Mount Werner | SBX         | Virginia Boyd        | Hannah Turkington    | Madeline Lochte Bono |
|     | 10 lutego 2025   | Sunday River Resort               | SBX         | Odwołano             | Odwołano             | Odwołano             |
|     | 11 lutego 2025   | Sunday River Resort               | SBX         | Odwołano             | Odwołano             | Odwołano             |
| 5.  | 28 lutego 2025   | Gore Mountain Ski Area            | SBX         | Hanna Percy          | Virginia Boyd        | Yoshi Kohlwes        |
| 6.  | 1 marca 2025     | Gore Mountain Ski Area            | SBX         | Hanna Percy          | Hannah Turkington    | Virginia Boyd        |
| 7.  | 6 marca 2025     | Horseshoe Resort                  | SBX         | Madeline Lochte Bono | Yoshi Kohlwes        | Bridget MacLean      |
| 8.  | 7 marca 2025     | Horseshoe Resort                  | SBX         | Madeline Lochte Bono | Bridget MacLean      | Yoshi Kohlwes        |
| 9.  | 11 kwietnia 2025 | Mont-Sainte-Anne                  | SBX         | Audrey McManiman     | Meryeta O'Dine       | Hanna Percy          |
| 10. | 12 kwietnia 2025 | Mont-Sainte-Anne                  | SBX         | Audrey McManiman     | Hanna Percy          | Yoshi Kohlwes        |

#### Klasyfikacje
| Lp. | Zawodnik              | Punkty |
| --- | --------------------- | ------ |
| 1.  | James Savard-Ferguson | 460    |
| 2.  | Griffin Mason         | 450    |
| 3.  | Boden Gerry           | 425    |
| 4.  | Mason Hamel           | 425    |
| 5.  | Connor Schlegel       | 390    |
| 6.  | Cam Poklop            | 303    |
| 7.  | Blake Broussard       | 242    |
| 8.  | Noah Royz             | 211    |
| 9.  | Evan Bichon           | 200    |
| 10. | Jasper Matthe         | 199    |

| Lp. | Zawodniczka          | Punkty |
| --- | -------------------- | ------ |
| 1.  | Madeline Lochte Bono | 490    |
| 2.  | Hanna Percy          | 445    |
| 3.  | Virginia Boyd        | 430    |
| 4.  | Yoshi Kohlwes        | 355    |
| 5.  | Kennedy Justinen     | 290    |
| 6.  | Hannah Turkington    | 280    |
| 7.  | Bridget MacLean      | 273    |
| 8.  | Sarah Keck           | 257    |
| 9.  | Audrey McManiman     | 200    |
| 10. | Brianna Schnorrbusch | 180    |

### Freestyle(SS/BA/HP)

#### Mężczyźni
Zawody klasy premium (dodatkowo punktowane)
| Lp. | Data             | Miejscowość      | Konkurencja | 1. miejsce          | 2. miejsce          | 3. miejsce          |
| --- | ---------------- | ---------------- | ----------- | ------------------- | ------------------- | ------------------- |
| 1.  | 12 stycznia 2025 | Copper Mountain  | HP          | Hiroto Sugizaki     | Eito Nagai          | Orion Casas         |
| 2.  | 13 stycznia 2025 | Copper Mountain  | SS          | Brock Crouch        | Caleb Dhawornvej    | Will Solomon        |
| 3.  | 11 lutego 2025   | Aspen Highlands  | HP          | Jason Wolle         | Noah Avallone       | Toranosuke Komiyama |
| 4.  | 12 lutego 2025   | Aspen Highlands  | SS          | Justus Henkes       | Liam Johnson        | Fynn Bullock-Womble |
| 5.  | 23 lutego 2025   | WinSport Calgary | HP          | Jason Wolle         | Siddhartha Ullah    | Noah Avallone       |
| 6.  | 25 lutego 2025   | WinSport Calgary | SS          | Sean FitzSimons     | Brock Crouch        | Fynn Bullock-Womble |
| 7.  | 26 lutego 2025   | WinSport Calgary | BA          | Oliver Martin       | Fynn Bullock-Womble | Kobe Cantelon       |
| 8.  | 4 marca 2025     | Stoneham         | SS          | Oliver Martin       | Brooklyn DePriest   | Brock Crouch        |
| 9.  | 5 marca 2025     | Stoneham         | BA          | Keenan Demchuk      | Oliver Martin       | Brian Rice          |
| 10. | 9 marca 2025     | Horseshoe Resort | SS          | Neko Reimer         | Keenan Demchuk      | Brock Crouch        |
| 11. | 10 marca 2025    | Horseshoe Resort | BA          | Lucas Ferry         | Laurent Éthier      | Nate Barber         |
| 12. | 19 marca 2025    | Mammoth Mountain | HP          | Toranosuke Komiyama | Noah Avallone       | Aaron Wild          |
| 13. | 20 marca 2025    | Mammoth Mountain | SS          | Brooklyn DePriest   | Evan Wrobel         | Brock Crouch        |
| 14. | 21 marca 2025    | Mammoth Mountain | BA          | Brian Rice          | Lys Fedorowycz      | Zhao Yingxu         |

#### Kobiety
Zawody klasy premium (dodatkowo punktowane)
| Lp. | Data             | Miejscowość      | Konkurencja | 1. miejsce       | 2. miejsce         | 3. miejsce         |
| --- | ---------------- | ---------------- | ----------- | ---------------- | ------------------ | ------------------ |
| 1.  | 12 stycznia 2025 | Copper Mountain  | HP          | Aimee Wild       | Mion Kamimura      | Riju Kawahara      |
| 2.  | 13 stycznia 2025 | Copper Mountain  | SS          | Courtney Rummel  | Giada Brienza      | Barrett Hendrix    |
| 3.  | 11 lutego 2025   | Aspen Highlands  | HP          | Sonora Alba      | Aimee Wild         | Felicity Geremia   |
| 4.  | 12 lutego 2025   | Aspen Highlands  | SS          | Hahna Norman     | Courtney Rummel    | Novalie Engholm    |
| 5.  | 23 lutego 2025   | WinSport Calgary | HP          | Felicity Geremia | Aimee Wild         | Rochelle Weinberg  |
| 6.  | 25 lutego 2025   | WinSport Calgary | SS          | Meila Stalker    | Xiong Shirui       | Kaitlyn Adams      |
| 7.  | 26 lutego 2025   | WinSport Calgary | BA          | Xiong Shirui     | Lily Dhawornvej    | Juliette Pelchat   |
| 8.  | 4 marca 2025     | Stoneham         | SS          | Ally Hickman     | Juliette Pelchat   | Hahna Norman       |
| 9.  | 5 marca 2025     | Stoneham         | BA          | Juliette Pelchat | Courtney Rummel    | Ally Hickman       |
| 10. | 9 marca 2025     | Horseshoe Resort | SS          | Juliette Pelchat | Juliette Vallerand | Gabriella Boday    |
| 11. | 10 marca 2025    | Horseshoe Resort | BA          | Courtney Rummel  | Juliette Pelchat   | Giada Brienza      |
| 12. | 19 marca 2025    | Mammoth Mountain | HP          | Aimee Wild       | Ava Lilly          | Amelie Haskell     |
| 13. | 20 marca 2025    | Mammoth Mountain | SS          | Gabriella Boday  | Juliette Pelchat   | Jessica Perlmutter |
| 14. | 21 marca 2025    | Mammoth Mountain | BA          | Kaitlyn Adams    | Juliette Pelchat   | Jessica Perlmutter |

#### Klasyfikacje
| Lp. | Zawodnik            | Punkty |
| --- | ------------------- | ------ |
| 1.  | Brock Crouch        | 300    |
| 2.  | Brooklyn DePriest   | 270    |
| 3.  | Oliver Martin       | 242    |
| 4.  | Fynn Bullock-Womble | 236    |
| 5.  | Keenan Demchuk      | 220    |
| 6.  | Lucas Ferry         | 209    |
| 7.  | Brian Rice          | 190    |
| 8.  | Neko Reimer         | 182    |
| 9.  | Will Solomon        | 182    |
| 10. | Evan Wrobel         | 180    |

| Lp. | Zawodnik            | Punkty |
| --- | ------------------- | ------ |
| 1.  | Noah Avallone       | 220    |
| 2.  | Jason Wolle         | 200    |
| 3.  | Toranosuke Komiyama | 174    |
| 4.  | Orion Casas         | 155    |
| 5.  | Aaron Wild          | 136    |
| 6.  | Hiroto Sugizaki     | 100    |
| 7.  | Tristam Henkels     | 100    |
| 8.  | Tai Vaughan         | 100    |
| 9.  | Nico Ella           | 82     |
| 10. | Eito Nagai          | 80     |
| 10. | Siddhartha Ullah    | 80     |

| Lp. | Zawodniczka        | Punkty |
| --- | ------------------ | ------ |
| 1.  | Juliette Pelchat   | 360    |
| 2.  | Courtney Rummel    | 330    |
| 3.  | Hahna Norman       | 250    |
| 4.  | Kaitlyn Adams      | 245    |
| 5.  | Giada Brienza      | 235    |
| 6.  | Gabriella Boday    | 221    |
| 7.  | Juliette Vallerand | 207    |
| 8.  | Jessica Perlmutter | 194    |
| 9.  | Xiong Shirui       | 180    |
| 10. | Ally Hickman       | 160    |

| Lp. | Zawodniczka       | Punkty |
| --- | ----------------- | ------ |
| 1.  | Aimee Wild        | 280    |
| 2.  | Felicity Geremia  | 160    |
| 3.  | Ava Lilly         | 157    |
| 4.  | Rochelle Weinberg | 150    |
| 5.  | Amelie Haskell    | 145    |
| 6.  | Kaylie Neal       | 126    |
| 7.  | Sonora Alba       | 100    |
| 8.  | Priscila Cid      | 92     |
| 9.  | Mion Kamimura     | 80     |
| 10. | Zoe Guerrero      | 78     |